# Les Maîtres Laitiers du Cotentin
Les Maîtres Laitiers du Cotentin (MLC) — французский сельскохозяйственный кооператив, специализирующийся на молочной продукции. Базируется на полуострове Котантен в коммуне Соттва (департамент Манш, регион Нормандия).

## История
Кооператив Les Maîtres Laitiers du Cotentin («Молочные мастера Котантена») был создан в 1986 году; он вобрал в себя ряд молочных кооперативов Нормандии, старейший из которых был основан в 1905 году. В 1999 году был поглощён кооператив Tribehou, а в 2004 году — Moyon. В 2001 году была создана дистрибьюторская компания France Frais
В марте 2015 года кооператив был оштрафован французским антимонопольным агентством на 22,9 млн евро за участие в картельном сговоре производителей молочных продуктов.
В августе 2016 года была куплена компания Réaux, производитель сыра камамбер под брендом Réo. Также в 2016 году был куплен завод в Тулузе по производству йогуртов.

## Деятельность
По состоянию на 2024 год членами кооператива были 980 фермеров; сбор молока за 2023/24 финансовый год составил 472 млн литров. Кооперативу принадлежит 4 молокозавода в департаменте Манш (Соттва, Валонь, Меоти и Лессе), а также заводы в Тулузе и Савиньи-ле-Тампль. Эти предприятия производят пастеризованное молоко, творог, сыры, йогурты, сливочное масло и сливки:
Дистрибьютором продукции является дочерняя компания France Frais, поставляющая молокопродукты в регионы Франции и в Бельгию. Значительная часть продукции продаётся в столовые предприятий, учебных и медицинских учреждений. Основные бренды: Réo, Yo’Gourmand, Campagne de France, La Mère Richard; также производит продукцию под собственными торговыми марками розничных сетей.